# Мањача
Мањача је планина која улази у састав Динарског планинског система. Налази се око 25 километара јужно од Бање Луке, односно у сјеверном дијелу Републике Српске. Налази се на подручју општина Мркоњић Град, Рибник, Кључ, Сански Мост, Оштра Лука и Бања Лука. Њен највиши врх се зове Велика Мањача и смјештен је на висини од 1.239 метара. 
Планину одликује крашки терен са доломитским и кречњачким стијенама, у којима се налази велики број пећина и јама. Овде се налази једна од најдубљих јама на подручју Републике Српске, која достиже 302 метра дубине. Мањачу карактерише и велико богатство биљног и животињског свијета, а окружују је двије ријеке: Врбас (на истоку) и Сана (на западу).
На овом локалитету се налазила касарна Војске Републике Српске. Касарну данас користе Оружане снаге БиХ као Центар за борбену обуку и Центар за борбене симулације.

## Галерија слика
- Мањача код Бања Луке, август 2019.